# Nissan Prairie
O Prairie é um monovolume de porte médio da Nissan.
Em novembro de 1998, surgiu a terceira geração do veículo (código M12) com o nome de "Prairie Liberty".
Essa geração era maior do que as anteriores, na versão 4x4 o câmbio era automático com 4 marchas, a versão com tração apenas dianteira contava com transmissão continuamente variável (Câmbio CVT).

## Galeria
- Primeira geração (1982-1988)
- Segunda geração (1988-1998)
- Terceira geração (1998-2004)